# Drossellerche

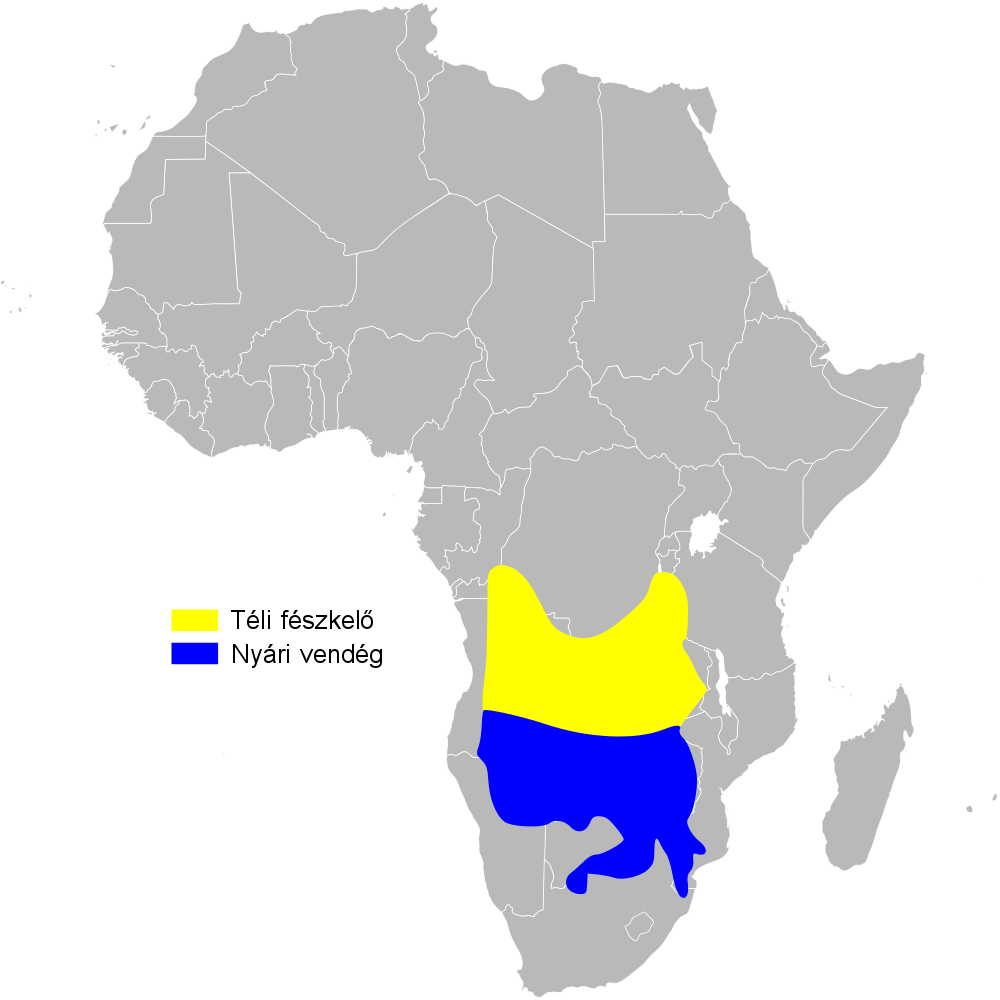
Verbreitungskarte der Drossellerche
Brutgebiete
Überwinterungsgebiete

Die Drossellerche (Pinarocorys nigricans) ist eine Art aus der Familie der Lerchen. Sie entspricht in ihrer Größe der Feldlerche und erinnert in ihrer Färbung an eine Singdrossel. Das Verbreitungsgebiet der Drossellerche liegt im Süden Afrikas. Es werden zwei Unterarten unterschieden.
Die IUCN stuft die Drossellerche als nicht gefährdet (least concern) ein.

## Merkmale
Die Drossellerche erreicht eine Körperlänge von etwa 18 bis 19 Zentimetern, wovon 7 bis 8 Zentimeter auf den Schwanz entfallen. Der Schnabel misst vom Schnabel aus gemessen 1,6 bis 2 Zentimeter. Drossellerchen wiegen zwischen 30 und 46 Gramm. Es besteht ein geringfügiger Geschlechtsdimorphismus.
Das ausgewachsene Männchen ist auf der Körperoberseite dunkelbraun, nur einzelne Federn weisen einen gelbbräunlichen bis weißlichen Federsaum auf. Der Überaugenstreif und die Region rund um das Auge sind gelblich braun bis weißlich. Die hell gelbbraunen Wangen und Ohrdecken sind schwarzbraun eingefasst. Das Kinn und die Kehle sind weiß, die etwas dunklere Brust und der Kropf sind schwarzbraun längs gestreift. Die übrige Körperunterseite ist weiß. Die dunkelbraunen Hand- und Armschwingen sind dunkelbraun mit rostbraun gesäumten Außenfahnen und einzelnen weißlichen Spitzenflecken. Das Schwanzgefieder ist schwarzbraun mit sehr schmalen weißlichen bis rotbräunlichen Säumen. Der Schnabel ist hornfarben, die Iris ist braun.
Weibchen ähneln in ihrer Färbung den Männchen, sind jedoch insgesamt auf der Körperoberseite etwas heller, das Gesichtsmuster ist matter.

## Verwechslungsmöglichkeiten
Die Drossellerche ist wegen ihrer Größe und Gefiederfärbung mit keiner anderen Lerchenart zu verwechseln. Sie erinnert in ihrem Erscheinungsbild jedoch an die Akaziendrossel (Turdus litsitsirupa), die im Verbreitungsgebiet der Drossellerche vorkommt. Die Drossellerche hat im Vergleich zu ihr einen dunkleren Rücken, einen kürzeren und kräftigeren Schnabel sowie kürzere Läufe. Wie für Lerchen typisch setzt die Lerche ein Bein vor das andere, ohne dass beide Füße gleichzeitig den Boden verlassen. Ähnlich wie die Akazienlerche sitzt die Drossellerche allerdings häufiger in Büschen und auf Bäumen.

## Verbreitungsgebiet und Lebensraum

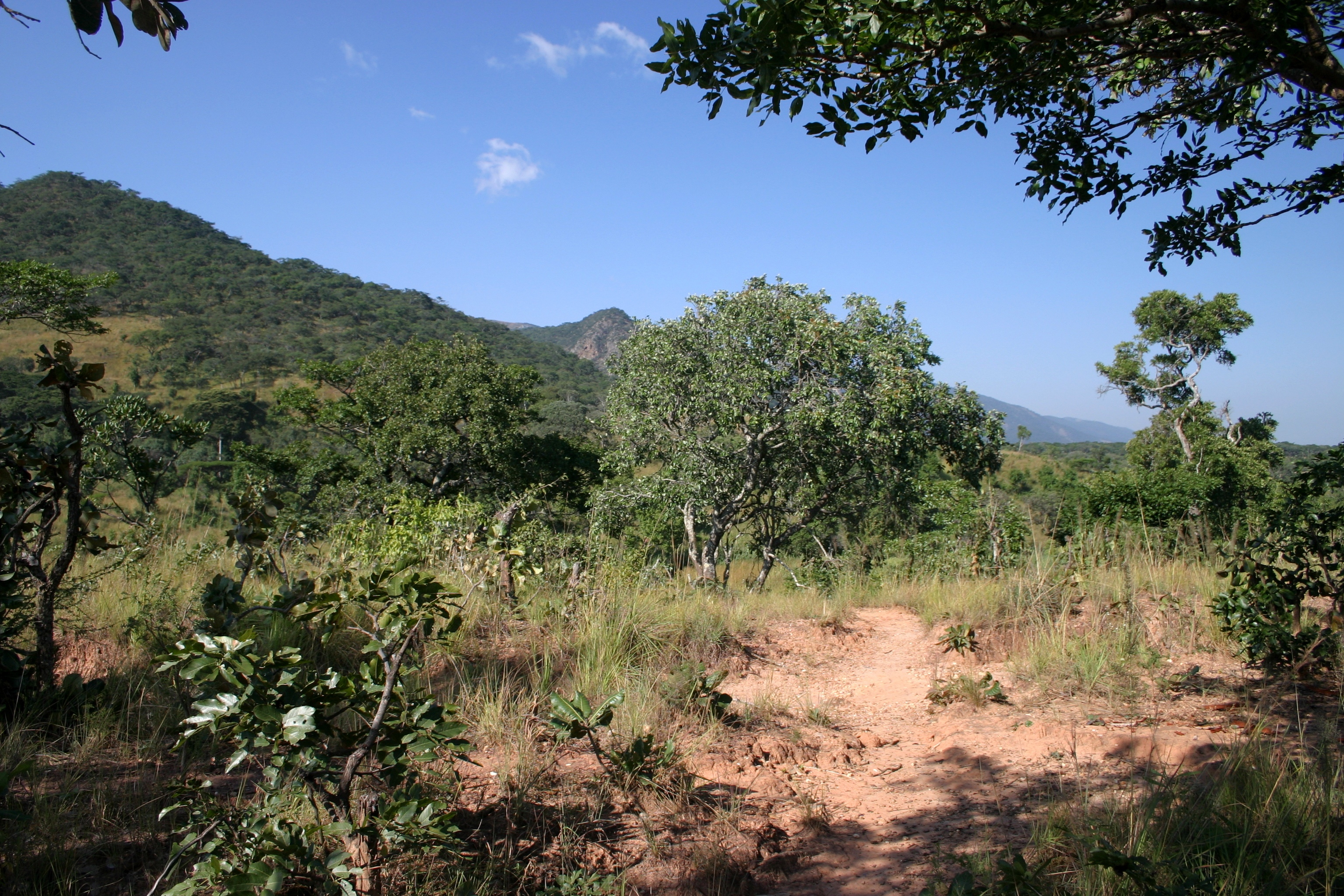
Miombowald im Norden des Nyika-Plateaus in Malawi

Das Verbreitungsgebiet der Drossellerche liegt im Süden Afrikas. Es reicht von Namibia, Angola, Zaire bis in den Norden von Sambia und den Westen Tansanias. Sie ist ein Stand-, Strich- und Zugvogel, der weit umherstreift. Außerhalb der Brutzeit, im Zeitraum von Oktober bis Mai oder Juni, sind Drossellerchen gelegentlich auch südlich von 15° S anzutreffen. Sie erreicht dann auch den Nordosten der Südafrikanischen Republik.
Der Lebensraum sind die Miombo, ein weitständiger Waldsavannentyp, Savanne, Dornsteppen und abgebrannte Flächen.

## Lebensweise
Außerhalb der Brutzeit bilden Drossellerchen Trupps, die bis zu 100 Individuen umfassen. Sie ernähren sich überwiegend von Insekten, nehmen jedoch auch Sämereien zu sich.
Wie die meisten Lerchen zeigt auch das Männchen einen Singflug. Bei diesem steigt es in langsam spiralenförmig bis in eine Höhe von etwa 30 Meter über dem Erdboden und kehrt dann flatternd und flügelklatschend auf einen Busch oder Baum herab.

## Unterarten
Es werden zwei Unterarten unterschieden:
- P. n. nigricans (Sundevall, 1850) – Brutvorkommen vom Südosten der Demokratischen Republik Kongo, dem Nordwesten Sambias bis in den Südwesten von Tansania.
- P. n. occidentis Clancey, 1968 – Brutvorkommen vom Südwesten der Demokratischen Republik Konto bis in den Norden von Angola

## Einzelbelege
1. 1 2  Pätzold: Kompendium der Lerchen. S. 129.
2. ↑  Pinarocorys nigricans in der Roten Liste gefährdeter Arten der IUCN 2016. Eingestellt von: BirdLife International, 2016. Abgerufen am 5, März 2017.
3. ↑  Pätzold: Kompendium der Lerchen. S. 130.
4. ↑  IOC World Bird List 6.4. In: IOC World Bird List Datasets. doi:10.14344/ioc.ml.6.4 (englisch, worldbirdnames.org).